# Lucinda A. McDade
Lucinda A. McDade (née le 3 décembre 1953) est une botaniste et collectionneuse de plantes américaine, connue pour son étude des Acanthaceae et son travail en biologie de la conservation,. Elle obtient son B.S. en biologie au Newcomb College de l'université Tulane, et son doctorat en botanique/zoologie à l'université Duke.

## Carrière
Elle est présidente de l'American Society of Plant Taxonomists et de l'Association of Tropical Biology. En 2019, elle reçoit le prix Asa Gray de l'American Society of Plant Taxonomists.
Elle a décrit au moins seize espèces et a rassemblé environ 600 spécimens, dont beaucoup proviennent d'Amérique centrale et d'Amérique du Sud. L'abréviation standard d'autrice McDade est utilisée pour indiquer cette personne comme autrice lorsqu'elle cite un nom botanique.

## Œuvres
- Lucinda McDade, Lucinda A (1994). La selva : écologie et histoire naturelle d'une forêt tropicale humide néotropicale. University of Chicago Press.  (ISBN 9780226039527). OCLC 758187502. Consulté le 8 mars 2019.
- De Groot, Sarah J ; Ashworth, Vanessa ; Friar, Elizabeth ; Lucinda McDade, Lucinda A (2009). Un plan de conservation pour Berberis harrisoniana (épine-vinette de montagne de Kofa, Berberidaceae). Jardin botanique Rancho Santa Ana.  (ISBN 9780960580880). OCLC 310982922. Consulté le 8 mars 2019.
- McGlaughlin, Mitchell E ; Ashworth, Vanessa ; Friar, Elizabeth ; Lucinda McDade, Lucinda A (2008). Un plan de conservation pour l'aster de la Mecque, Xylorhiza cognata (Asteraceae). Jardin botanique Rancho Santa Ana. OCLC 300318858. Consulté le 8 mars 2019.
- Fraga, Naomi S ; Ashworth, Vanessa ; Lucinda McDade, Lucinda A (2007). Un plan de conservation pour Mimulus shevockii (Phrymaceae). Jardin botanique Rancho Santa Ana. OCLC 300312424. Consulté le 8 mars 2019.